# Benito Juárez (San Fernando)
Benito Juárez es una localidad del estado mexicano de Chiapas. Es parte del municipio de San Fernando.

## Toponimia
El nombre de la localidad rinde homenaje a Benito Juárez, presidente de México durante la Guerra de Reforma.

## Demografía
| Gráfica de evolución demográfica |
|                                  |

| Censo | Población |
| ----- | --------- |
| 1921  | 7         |
| 1930  | 5         |
| 1940  | 164       |
| 1950  | 302       |
| 1960  | 556       |
| 1970  | 541       |
| 1980  | 692       |
| 1990  | 1 103     |
| 2000  | 1 254     |
| 2010  | 1 488     |
| 2020  | 1 850     |